# SK Slavia Praha 2018/2019
Tento článek se podrobně zabývá událostmi ve fotbalovém klubu SK Slavia Praha v období sezony 2018/19 a jeho působení v 1. lize, ligovém poháru a evropských pohárech. Slavii se v předcházejícím ročníku podařilo umístit na 2. místě ligové tabulky a zajistit si tak start v nemistrovské části 3. předkola Ligy Mistrů UEFA, do kterého vstoupila jako nenasazený tým. Zároveň Slavia obhajovala triumf v české pohárové soutěži – MOL Cup – a zajistila si tím účast na utkání Česko-Slovenského superpoháru proti vítězi slovenského ligového poháru ŠK Slovan Bratislava, jež bylo však zrušeno. Z druhého místa v základní skupině postoupila Slavia do vyřazovací fáze Evropské ligy. Ve vyřazovací části Evropské ligy si Slavia nejdříve poradila s belgickým Genkem, poté v prodloužení porazila favorizovaný tým FC Sevilla a její cesta se zastavila až ve čtvrtfinále, kde ji vyřadil britský tým Chelsea FC. Slavia obhájila vítězství v domácím poháru a 26. května 2019 se stala i vítězem 1. fotbalové ligy a získala tím svůj pátý titul mistra České republiky ( 19. titul celkem).

## Klub

### Vlastník
Klub vstoupil do nového ročníku ve stejné majetkové struktuře.

### Realizační tým
Ve složení realizačního týmu nedošlo oproti předchozímu ročníku ke změnám. Hlavním trenérem zůstal Jindřich Trpišovský, jeho asistenty Jaroslav Köstl , Zdeněk Houštecký a Pavel Řehák. Tým brankářských trenérů působí ve složení Štěpán Kolář a Radek Černý. Sportovním ředitelem je Jan Nezmar.
| Post                         | Jméno               |
| ---------------------------- | ------------------- |
| Hlavní trenér                | Jindřich Trpišovský |
| Asistent trenéra             | Jaroslav Köstl      |
| Asistent trenéra             | Zdeněk Houštecký    |
| Asistent trenéra             | Pavel Řehák         |
| Trenér brankářů              | Štěpán Kolář        |
| Trenér brankářů              | Radek Černý         |
| Vedoucí mužstva              | Stanislav Vlček     |
| Kondiční trenér              | Martin Třasák       |
| Hlavní kustod                | Jiří Šveněk         |
| Klubové vedení               |                     |
| Prezident klubu (PP)         | Jiří Šimáně         |
| Generální ředitel (MPP)      | Martin Krob         |
| Sportovní ředitel            | Jan Nezmar          |
| Manažer mládežnické akademie | Jiří Plíšek         |
| Hlavní Skaut                 |                     |
| Finanční ředitel (ČP)        | Daniel Konrád       |
| Ředitel komunikace           | Michal Býček        |

### Sada dresů
Domácí sada dresů nese tradiční barvy klubu prvně uvedené již v roce 1896 a od roku 1956 jsou prakticky neměnné.
- Výrobce: Umbro (podzim) / Puma (jaro)
- Hlavní sponzoři: CEFC China (podzim) / CITIC Group (jaro)

## Soupiska

### První tým
Aktuální k datu 26. května 2019.
| Číslo | Pozice | Nár.              | Hráč                   | Datum narození a věk        | Od roku | Cena       | Smlouva do | Předchozí angažmá        | Pozn.  |
| ----- | ------ | ----------------- | ---------------------- | --------------------------- | ------- | ---------- | ---------- | ------------------------ | ------ |
| 1     | B      | Česko             | Ondřej Kolář           | 17. října 1994 (24 let)     | 2018    | 25 mil.Kč  | 2022       | FC Slovan Liberec        |        |
| 5     | O      | Česko             | Vladimír Coufal        | 22. srpna 1992 (26 let)     | 2018    | 18 mil. Kč | 2021       | FC Slovan Liberec        | [ 4 ]  |
| 8     | Z      | Česko             | Jaromír Zmrhal         | 2. srpna 1993 (25 let)      | 2012    | ×          | 2021       | Juniorka                 |        |
| 9     | Ú      | Nigérie           | Peter Olayinka         | 16. listopadu 1995 (23 let) | 2018    | 3,2 mil. € | 2022       | KAA Gent                 |        |
| 10    | Z      | Česko             | Josef Hušbauer         | 19. března 1990 (29 let)    | 2016    | 15 mil.Kč  |            | AC Sparta Praha          |        |
| 11    | Ú      | Česko             | Stanislav Tecl         | 1. září 1990 (28 let)       | 2017    | —          | 2021       | FK Jablonec              |        |
| 12    | O      | Česko             | Jaroslav Zelený        | 20. srpna 1992 (26 let)     | 2018    | 23 mil. Kč | 2022       | FK Jablonec              |        |
| 13    | O      | Kamerun           | Michael Ngadeu-Ngadjui | 23. listopadu 1990 (28 let) | 2016    | 500k €†    | 2020       | FC Botoșani              |        |
| 14    | Ú      | Nizozemsko        | Mick van Buren         | 24. srpna 1992 (26 let)     | 2016    | volný hráč | 2019       | Esbjerg fB               |        |
| 15    | O      | Česko             | Ondřej Kúdela          | 26. března 1987 (32 let)    | 2018    | 10 mil.Kč  | 2020       | FC Slovan Liberec        |        |
| 17    | Z      | Slovensko         | Miroslav Stoch         | 19. října 1989 (29 let)     | 2017    | 1mil.€     | 2022       | Fenerbahçe SK            |        |
| 18    | O      | Česko             | Jan Bořil              | 11. ledna 1991 (28 let)     | 2016    | —          | 2021       | FK Mladá Boleslav        |        |
| 19    | O      | Pobřeží slonoviny | Simon Deli             | 27. října 1991 (27 let)     | 2015    | —          | 2020       | AC Sparta Praha          | [ 9 ]  |
| 20    | Z      | Rumunsko          | Alexandru Băluță       | 13. září 1993 (25 let)      | 2018    | 2,65 mil.€ | 2022       | CS Universitatea Craiova |        |
| 21    | Ú      | Česko             | Milan Škoda            | 16. ledna 1986 (33 let)     | 2012    | zdarma     | 2018       | Bohemians Praha 1905     |        |
| 22    | Z      | Česko             | Tomáš Souček           | 27. února 1995 (24 let)     | 2014    | ×          |            | Juniorka                 |        |
| 23    | Z      | Česko             | Petr Ševčík            | 4. května 1994 (25 let)     | 2019    | 1 mil. €   | 2022       | FC Slovan Liberec        |        |
| 25    | O      | Česko             | Michal Frydrych        | 27. února 1990 (29 let)     | 2015    | 5 mil.Kč   | 2019       | FC Baník Ostrava         | [ 13 ] |
| 26    | Z      | Slovensko         | Jakub Hromada          | 25. května 1996 (23 let)    | 2017    | —          | 2020       | UC Sampdoria             |        |
| 27    | Z      | Pobřeží slonoviny | Ibrahim Traoré         | 16. září 1988 (30 let)      | 2018    | —          | 2018       | FC Fastav Zlín           |        |
| 28    | Z      | Česko             | Lukáš Masopust         | 12. února 1993 (26 let)     | 2019    | —          | 2022       | FK Jablonec              |        |
| 31    | B      | Česko             | Přemysl Kovář          | 14. října 1985 (33 let)     | 2017    | ×          | 2019       | PFK Černo More Varna     |        |
| 33    | O      | Česko             | Alex Král              | 19. května 1998 (21 let)    | 2019    | 1 mil. €   | 2023       | FK Teplice               |        |
|       | B      | Slovensko         | Martin Kuciak          | 15. března 1982 (37 let)    | 2019    | ×          | 2019       | FK Železiarne Podbrezová |        |

### Změny v kádru v letním přestupovém období 2018
| Přišli do týmu |      |                   |                  |     |                   |                    |                    |                    |        |
| Číslo          | Poz. | Nár.              | Hráč             | Věk | Odkud přišel      | Do roku            | Typ                | Cena               | Zdroj  |
| 5              | O    | Česko             | Vladimír Coufal  | 25  | FC Slovan Liberec | 2021               | přestup            | 18 mil. Kč         | [ 4 ]  |
| 27             | Z    | Rakousko          | Jonas Auer       | 17  | AKA St. Pölten    |                    |                    | —                  | [ 14 ] |
| 12             | O    | Česko             | Jaroslav Zelený  | 25  | FK Jablonec       | 2022               | přestup            | 23 mil. Kč         |        |
| 20             | Z    | Rumunsko          | Alexandru Băluță | 24  | CSU Craiova       | 2022               | přestup            | 2,65 mil. €        |        |
| 9              | Ú    | Nigérie           | Peter Olayinka   | 22  | KAA Gent          | 2022               | přestup            | 3,2 mil €          |        |
| 16             | Z    | Česko             | Jan Matoušek     | 20  | 1. FK Příbram     | 2022               | přestup            | 40 mil.Kč          |        |
| 27             | Z    | Pobřeží slonoviny | Ibrahim Traoré   | 29  | FC Fastav Zlín    | 2018               | hostování+         | —                  |        |
|                |      |                   |                  |     |                   |                    |                    |                    |        |
| 30             | B    | Slovensko         | Martin Vantruba  | 20  | FC Spartak Trnava | Návrat z hostování | Návrat z hostování | Návrat z hostování | [ 14 ] |
| 16             | Z    | Chorvatsko        | Marko Alvir      | 24  | NK Domžale        | Návrat z hostování | Návrat z hostování | Návrat z hostování | [ 14 ] |

| Odešli z týmu |      |              |                 |     |                    |                 |                 |        |
| Číslo         | Poz. | Nár.         | Hráč            | Věk | Kam odešel         | Typ             | Cena            | Zdroj  |
| 7             | Z    | Portugalsko  | Danny           | 34  | CS Marítimo        | Volný hráč      | Volný hráč      | [ 14 ] |
| 3             | O    | Ukrajina     | Eduard Sobol    | 23  | FC Šachtar Doněck  | Konec hostování | Konec hostování | [ 14 ] |
| 27            | Ú    | Česko        | Tomáš Necid     | 28  | Bursaspor          | Konec hostování | Konec hostování | [ 14 ] |
|               | O    | Norsko       | Per-Egil Flo    | 29  | FC Lausanne-Sport  | přestup         | —               | [ 15 ] |
| 30            | B    | Česko        | Martin Otáhal   | 22  | FK Viktoria Žižkov | hostování       | hostování       | FAČR   |
| 9             | Z    | Turkmenistán | Ruslan Mingazov | 26  | 1. FK Příbram      | hostování       | hostování       | [ 16 ] |
| 16            | Z    | Rakousko     | Jonas Auer      | 18  | FK Viktoria Žižkov | hostování       | hostování       | [ 16 ] |

| Přechod hostování (přišli z hostování a odešli na jiné) |                     |                 |     |                    |            |                    |        |
| Poz.                                                    | Nár.                | Hráč            | Věk | Odkud přišel       | Typ        | Kam odešel         | Zdroj  |
| B                                                       | Česko               | Martin Berkovec | 29  | MFK Karviná        | volný hráč | MFK Karviná        | [ 17 ] |
| Ú                                                       | Česko               | Jan Kuchta      | 20  | FK Viktoria Žižkov | hostování  | 1. FC Slovácko     | [ 18 ] |
| Z                                                       | Česko               | Tomáš Freit     | 20  | Juniorka           | hostování  | SFC Opava          | [ 18 ] |
| Z                                                       | Bosna a Hercegovina | Jasmin Šćuk     | 27  | BB Erzurumspor     | přestup    | BB Erzurumspor     |        |
| Ú                                                       | Curaçao             | Gino van Kessel | 25  | Oxford United FC   | přestup    | KSV Roeselare      |        |
| Z                                                       | Česko               | Daniel Trubač   | 20  | FK Teplice         | hostování  | FK Teplice         | FAČR   |
| Ú                                                       | Chorvatsko          | Petar Musa      | 20  | FK Viktoria Žižkov | hostování  | FK Viktoria Žižkov | FAČR   |

### Změny v kádru v zimním přestupovém období 2018-2019
| Přišli do týmu |      |                   |                |     |                   |         |           |           |        |
| Číslo          | Poz. | Nár.              | Hráč           | Věk | Odkud přišel      | Do roku | Typ       | Cena      | Zdroj  |
| 30             | Z    | Česko             | Petr Ševčík    | 24  | FC Slovan Liberec | 2022    | přestup   | 1 mil. €  |        |
| 28             | Z    | Česko             | Lukáš Masopust | 25  | FK Jablonec       | 2022    | přestup   | —         |        |
| 33             | O    | Česko             | Alex Král      | 20  | FK Teplice        | 2023    | přestup   | 1 mil. €  |        |
|                | Ú    | Bahrajn           | Yusuf          | 25  | FC Bohemians 1905 | 2022    | přestup   | —         |        |
|                | B    | Slovensko         | Martin Kuciak  | 36  | FKŽ Podbrezová    | 2019    | hostování | hostování |        |
| 27             | Z    | Pobřeží slonoviny | Ibrahim Traoré | 30  | FC Fastav Zlín    |         | přestup   |           | [ 19 ] |

| Odešli z týmu |      |                     |                 |     |                   |           |           |       |
| Číslo         | Poz. | Nár.                | Hráč            | Věk | Kam odešel        | Typ       | Cena      | Zdroj |
| 4             | O    | Česko               | Jakub Jugas     | 26  | FK Mladá Boleslav | hostování | hostování |       |
| 24            | Ú    | Bosna a Hercegovina | Muris Mešanović | 28  | FK Mladá Boleslav | přestup   | —         |       |
| 9             | O    | Česko               | Lukáš Pokorný   | 25  | FC Bohemians 1905 | hostování | hostování |       |
| 6             | O    | Česko               | Jan Sýkora      | 25  | FC Slovan Liberec | hostování | hostování |       |
|               | Ú    | Bahrajn             | Yusuf           | 25  | FC Bohemians 1905 | hostování | hostování |       |
| 30            | B    | Slovensko           | Martin Vantruba | 20  | FKŽ Podbrezová    | hostování | hostování |       |
|               | Ú    | Česko               | Jan Matoušek    | 20  | 1. FK Příbram     | hostování | hostování |       |

| Přechod hostování (přišli z hostování a odešli na jiné) |            |                |     |                    |           |                    |        |
| Poz.                                                    | Nár.       | Hráč           | Věk | Odkud přišel       | Typ       | Kam odešel         | Zdroj  |
| O                                                       | Česko      | Matěj Chaluš   | 21  | FK Mladá Boleslav  | hostování | 1. FK Příbram      | [ 20 ] |
| Z                                                       | Česko      | Daniel Trubač  | 21  | FK Teplice         | přestup   | FK Teplice         |        |
| O                                                       | Kamerun    | Olivier Kingue | 23  | FK Ústí nad Labem  | hostování | 1. FK Příbram      | [ 20 ] |
| Ú                                                       | Chorvatsko | Petar Musa     | 20  | FK Viktoria Žižkov | hostování | FC Slovan Liberec  | FAČR   |
| B                                                       | Česko      | Martin Otáhal  | 22  | FK Viktoria Žižkov | hostování | FK Slavoj Vyšehrad | FAČR   |

## Hráčské statistiky

### Střelecká listina
| Poz. | Nár.                | Hráč                   | Góly | Fortuna liga | Liga mistrů UEFA | Evrop. liga UEFA | MOL Cup |
| ---- | ------------------- | ---------------------- | ---- | ------------ | ---------------- | ---------------- | ------- |
| O    | Česko               | Tomáš Souček           | 18   | 13           | —                | 2                | 3       |
| Ú    | Slovensko           | Miroslav Stoch         | 14   | 12           | —                | 2                | —       |
| Z    | Česko               | Josef Hušbauer         | 12   | 9            | 1                | —                | 2       |
| Ú    | Česko               | Milan Škoda            | 10   | 8            | —                | 2                | —       |
| Ú    | Nizozemsko          | Mick van Buren         | 6    | 3            | —                | 1                | 2       |
| Z    | Česko               | Lukáš Masopust         | 6    | 4            | —                | —                | 2       |
| Ú    | Nigérie             | Peter Olayinka         | 6    | 6            | —                | —                | —       |
| Z    | Česko               | Jaromír Zmrhal         | 6    | 4            | —                | 2                | —       |
| O    | Česko               | Michal Frydrych        | 5    | 3            | —                | —                | 2       |
| Z    | Rumunsko            | Alexandru Băluță       | 4    | 3            | —                | —                | 1       |
| O    | Česko               | Vladimír Coufal        | 4    | 3            | —                | 1                | —       |
| Z    | Pobřeží slonoviny   | Ibrahim Traoré         | 4    | 2            | —                | 2                | —       |
| O    | Česko               | Ondřej Kúdela          | 3    | 3            | —                | —                | —       |
| Ú    | Česko               | Stanislav Tecl         | 3    | 3            | —                | —                | —       |
| O    | Česko               | Jan Bořil              | 2    | 2            | —                | —                | —       |
| Z    | Česko               | Jan Sýkora             | 2    | 1            | —                | —                | 1       |
| Z    | Česko               | Petr Ševčík            | 2    | —            | —                | 2                | —       |
| O    | Česko               | Alex Král              | 1    | —            | —                | 1                | —       |
| Z    | Česko               | Jan Matoušek           | 1    | —            | —                | 1                | —       |
| Ú    | Bosna a Hercegovina | Muris Mešanović        | 1    | —            | —                | —                | 1       |
| O    | Kamerun             | Michael Ngadeu-Ngadjui | 1    | —            | —                | 1                | —       |
| Z    | Česko               | Jan Vejvar             | 1    | —            | —                | —                | 1       |
|      |                     | Vlastní                | 2    | 1            | —                | 1                | —       |
|      |                     | Celkem                 | 112  | 79           | 1                | 17               | 15      |

Poslední úprava: konec ročníku.

## Zápasy v sezoně 2018/19

### Souhrn působení v soutěžích
| Soutěž             | Fáze startu | Momentální pozice/ kolo | Konečná pozice/ kolo | První zápas       | Poslední zápas  |
| ------------------ | ----------- | ----------------------- | -------------------- | ----------------- | --------------- |
| 1. fotbalová liga  | —           | —                       | vítěz                | 22. července 2018 | 26. května 2019 |
| MOL Cup            | 3. kolo     | —                       | vítěz                | 26. září 2018     | 22. května 2019 |
| Liga mistrů UEFA   | 3. předkolo | —                       | 3. předkolo          | 7. srpna 2018     | 14. srpna 2018  |
| Evropská liga UEFA | skupina     | —                       | ¼ finále             | 20. září 2018     | 18. dubna 2019  |

### Letní přípravné zápasy
Zdroj: slavistickenoviny.cz
| Datum                | Soupeř                  | Místo                | Výsledek | Střelci Slavie                                                                                       |
| -------------------- | ----------------------- | -------------------- | -------- | --- |
| 24/ 06/ 2018         | FC Chotěboř (V)         | Chotěboř             | 9-1      | 6' Băluță, 17' Bořil, 19' Souček, 48' Bořil, 53' Tecl, 62' Stoch, 69' Kuchta, 76' Musa, 84' Frydrych |
| 29/ 06/ 2018         | FK Viktoria Žižkov (II) | Eden Aréna, Praha    | 4-0      | 10' Musa 45' Freit, 57' Kuchta, 85' Šilhan                                                           |
| 29/ 06/ 2018         | ŠK Slovan Bratislava    | Eden Aréna, Praha    | 0-1      | |
| Soustředění Rakousko |                         |                      |          | |
| 04/ 07/ 2018         | Rapid Vídeň             | Wels, Rakousko       | 2-0      | 26' Tecl, 44' Sýkora                                                                                 |
| 07/ 07/ 2018         | Mezőkövesdi SE          | Wieselburg, Rakousko | 1-2      | 26' Škoda                                                                                            |
| 07/ 07/ 2018         | Mezőkövesdi SE          | Wieselburg, Rakousko | 3-1      | 52' Stoch, 56' Sýkora, 89' Băluță                                                                    |
| 14/ 07/ 2018         | FK Rostov               | Wels, Rakousko       | 2-1      | 34' Stoch, 51' Tecl                                                                                  |
|                      |                         |                      |          | |
| 07/ 09/ 2018         | FC Nitra                | Nitra, Slovensko     | 2-0      | 60' Vejvar, 82' Stoch                                                                                |

### Zimní přípravné zápasy
Zdroj: slavia.cz
| Datum                   | Soupeř                 | Místo                                       | Výsledek | Střelci Slavie |
| ----------------------- | ---------------------- | ------------------------------------------- | -------- | --- |
| 19/ 01/ 2019            | FK Ústí nad Labem (II) | Praha                                       | 8 - 0    | 4' Jaromír Zmrhal, 49' Milan Škoda, 51' Ibrahim Traoré, 64' Mick van Buren, 65' Peter Olayinka, 70' Milan Škoda, 83' (vl.) Radek Dvořák, 89' Petr Ševčík |
| Soustředění Portugalsko |                        |                                             |          | |
| 22/ 01/ 2019            | Beijing Sinobo Guoan   | Estádio da Nora, Albufeira, Portugalsko     | 4 - 0    | 16' Peter Olayinka, 29' Milan Škoda, 45' Milan Škoda, 48' Muris Mešanović                                                                                |
| 27/ 01/ 2019            | FC Red Bull Salzburg   | Estádio Municipal de Albufeira, Portugalsko | 0 - 1    | |
| 28/ 01/ 2019            | Brentford FC U23       | Portugalsko                                 | 4 - 0    | 16' Mick van Buren, 42' Miroslav Stoch, 48' Lukáš Masopust, 82' Alex Král                                                                                |
| 01/ 02/ 2019            | Rosenborg BK           | Portugalsko                                 | 2 - 0    | 3' Miroslav Stoch, 49' Peter Olayinka |

### Fortuna:Liga
| Poř. | Tým               | Z  | V  | R  | P  | VG | OG | B  |
| ---- | ----------------- | -- | -- | -- | -- | -- | -- | -- |
| 1.   | SK Slavia Praha   | 35 | 26 | 5  | 4  | 79 | 26 | 83 |
| 2.   | FC Viktoria Plzeň | 35 | 24 | 6  | 5  | 57 | 32 | 78 |
| 3.   | AC Sparta Praha   | 35 | 20 | 6  | 9  | 59 | 33 | 66 |
| 4.   | FK Jablonec       | 35 | 17 | 6  | 12 | 58 | 32 | 57 |
| 5.   | FC Baník Ostrava  | 35 | 13 | 8  | 14 | 39 | 43 | 47 |
| 6.   | FC Slovan Liberec | 35 | 12 | 10 | 13 | 34 | 32 | 46 |

|  | Postup do 4. předkola Ligy mistrů UEFA 2019/20                            |
|  | Postup do 2. předkola (nemistrovská kvalifikace) Ligy mistrů UEFA 2019/20 |
|  | Postup do 3. předkola Evropské ligy UEFA 2019/20                          |
|  | Postup do 2. předkola Evropské ligy UEFA 2019/20                          |
|  | Postup do zápasu o Evropskou ligu                                         |

Vysvětlivky: Z = Zápasy; V = Výhry; R = Remízy; P = Prohry; VG = Vstřelené góly; OG = Obdržené góly; B = Body.
| Celkem | Celkem | Celkem | Celkem | Celkem | Celkem | Celkem | Celkem | Doma | Doma | Doma | Doma | Doma | Doma | Venku | Venku | Venku | Venku | Venku | Venku |
| Z      | V      | R      | P      | VG     | OG     | GR     | Body   | V    | R    | P    | VG   | OG   | Body | V     | R     | P     | VG    | OG    | Body  |
| ------ | ------ | ------ | ------ | ------ | ------ | ------ | ------ | ---- | ---- | ---- | ---- | ---- | ---- | ----- | ----- | ----- | ----- | ----- | ----- |
| 35     | 26     | 5      | 4      | 79     | 26     | +53    | 83     | 15   | 2    | 1    | 47   | 14   | 47   | 11    | 3     | 3     | 32    | 12    | 36    |

Poslední úprava: konec ročníku.

#### Kolo po kole
| Kolo     | 1 | 2 | 3 | 4 | 5 | 6 | 7 | 8 | 9 | 10 | 11 | 12 | 13 | 14 | 15 | 16 | 17 | 18 | 19 | 20 | 21 | 22 | 23 | 24 | 25 | 26 | 27 | 28 | 29 | 30 | 1 | 2 | 3 | 4 | 5 |
| -------- | - | - | - | - | - | - | - | - | - | -- | -- | -- | -- | -- | -- | -- | -- | -- | -- | -- | -- | -- | -- | -- | -- | -- | -- | -- | -- | -- | - | - | - | - | - |
| Hřiště   | V | D | D | V | D | V | D | V | D | V  | D  | V  | D  | V  | D  | V  | V  | D  | V  | D  | V  | D  | V  | D  | V  | D  | V  | D  | V  | D  | V | D | D | V | D |
| Výsledek | V | V | V | V | P | V | V | V | V | P  | V  | V  | V  | R  | V  | V  | V  | V  | V  | V  | P  | V  | V  | V  | V  | R  | V  | R  | P  | V  | R | V | V | R | V |
| Pozice   | 1 | 1 | 1 | 1 | 3 | 2 | 1 | 1 | 1 | 1  | 1  | 1  | 1  | 1  | 1  | 1  | 1  | 1  | 1  | 1  | 1  | 1  | 1  | 1  | 1  | 1  | 1  | 1  | 1  | 1  | 1 | 1 | 1 | 1 | 1 |

#### Podzimní část
| 1. kolo 22. července 2018 | SK Sigma Olomouc | 0 – 3 | SK Slavia Praha                                           | Andrův stadion, Olomouc         |  |
| 18:00 SELČ |                  |       | 21' Stanislav Tecl 30' Miroslav Stoch 74' Vladimír Coufal | Diváci: 9.548 Rozhodčí: Zelinka |  |
| Poznámky: Sestava: Kolář – Coufal, Ngadeu, Deli, Bořil – Souček, Hušbauer (C) – Stoch (90. Zelený), Sýkora, Zmrhal (85. Baluta) – Tecl (72. Škoda) |                  |       |                                                           |                                 |  |

| 2. kolo 28. července 2018 | SK Slavia Praha                                                               | 4 – 0 | MFK Karviná | Eden Aréna, Praha                  |  |
| 19:00 SELČ | Milan Škoda 13' (pen) Milan Škoda 32' Josef Hušbauer 66' Alexandru Băluță 81' |       |             | Diváci: 12.103 Rozhodčí: Ardeleanu |  |
| Poznámky: Sestava: Kolář – Coufal (71. Frydrych), Ngadeu, Deli, Bořil – Souček – Zmrhal (74. Baluta), Hušbauer, Sýkora, Stoch (80. Tecl) – Škoda (C) |                                                                               |       |             |                                    |  |

| 3. kolo 3. srpna 2018 | SK Slavia Praha                                                | 3 – 1 | SFC Opava              | Eden Aréna, Praha               |  |
| 18:30 SELČ | Josef Hušbauer 20' Josef Hušbauer 51' (pen) Peter Olayinka 90' |       | 80' Nemanja Kuzmanovič | Diváci: 13.127 Rozhodčí: Houdek |  |
| Poznámky: Sestava: Kolář – Coufal, Ngadeu, Deli, Bořil – Souček – Stoch, Hušbauer (C), Sýkora (68. Baluta), Zmrhal (83. Olayinka) – Tecl (70. Škoda) |                                                                |       |                        |                                 |  |

| 4. kolo 10. srpna 2018 | FK Mladá Boleslav | 0 – 1 | SK Slavia Praha | Městský stadion, Mladá Boleslav |  |
| 18:30 SELČ |                   |       | 34' Milan Škoda | Diváci: 4.932 Rozhodčí: Julínek |  |
| Poznámky: Sestava: Kolář – Frydrych, Ngadeu, Pokorný, Zelený – Souček – Baluta, Stoch (90. Bořil), Hušbauer, Olayinka (58. Zmrhal) – Škoda (C) (81. Tecl) |                   |       |                 |                                 |  |

| 5. kolo 18. srpna 2018 | SK Slavia Praha | 0 – 2 | FK Jablonec                        | Eden Aréna, Praha              |  |
| 19:00 SELČ |                 |       | 44' Martin Doležal 77' Tomáš Holeš | Diváci: 13.263 Rozhodčí: Berka |  |
| Poznámky: Sestava: Kolář - Coufal, Ngadeu, Deli (17. Pokorný), Zelený (72. Tecl) - Souček - Baluta, Hušbauer, Sýkora, Stoch (80. Bořil) - Škoda (C) |                 |       |                                    |                                |  |

| 6. kolo 25. srpna 2018 | FK Teplice | 0 – 3 | SK Slavia Praha                                     | Na Stínadlech, Teplice         |  |
| 19:00 SELČ |            |       | 14' Stanislav Tecl 34' Ondřej Kúdela 59' Jan Sýkora | Diváci: 7.487 Rozhodčí: Proske |  |
| Poznámky: Sestava: Kolář – Coufal, Kúdela, Ngadeu, Bořil – Souček – Stoch, Hušbauer (C), Sýkora (90. Zelený), Baluta (84. Valenta) – Tecl (75. Škoda) |            |       |                                                     |                                |  |

| 7. kolo 1. září 2018 | SK Slavia Praha                                                              | 4 – 0 | FC Viktoria Plzeň | Eden Aréna, Praha                  |  |
| 19:00 SELČ | Tomáš Souček 4' Miroslav Stoch 40' (pen) Jaromír Zmrhal 71' Tomáš Souček 90' |       | 38' Roman Hubník  | Diváci: 17.338 Rozhodčí: Ardeleanu |  |
| Poznámky: Sestava: O. Kolář - Coufal, Ngadeu, Deli (11. Kúdela), Bořil - Souček - Stoch (72. Baluta), Hušbauer (C), Sýkora (83. Škoda), Zmrhal - Tecl |                                                                              |       |                   |                                    |  |

| 8. kolo 16. září 2018 | 1. FC Slovácko              | 1 – 3 | SK Slavia Praha                                          | Stadion Miroslava Valenty, Uherské Hradiště |  |
| 18:00 SELČ | Vlastimil Daníček 82' (pen) |       | 26' Ondřej Kúdela 30' Vladimír Coufal 56' Stanislav Tecl | Diváci: 5.627 Rozhodčí: Zelinka             |  |
| Poznámky: Sestava: Kolář – Coufal, Kúdela (83. Frydrych), Ngadeu, Bořil – Souček, Hušbauer (C) (73. Baluta) – Stoch, Traoré, Zmrhal – Tecl (76. Matoušek) |                             |       |                                                          |                                             |  |

| 9. kolo 23. září 2018 | SK Slavia Praha    | 1 – 0 | Bohemians Praha 1905 | Eden Aréna, Praha                 |  |
| 18:00 SELČ | Jaromír Zmrhal 37' |       |                      | Diváci: 15.272 Rozhodčí: Pechanec |  |
| Poznámky: Sestava: Kolář – Coufal, Kúdela, Ngadeu, Zelený – Hušbauer (C), Souček – Stoch (87. Frydrych), Baluta (68. Traoré), Zmrhal – Tecl (25. Matoušek) |                    |       |                      |                                   |  |

| 10. kolo 30. září 2018 | FC Baník Ostrava                                  | 2 – 1 | SK Slavia Praha    | Městský stadion, Ostrava-Vítkovice |  |
| 15:00 SELČ | Milan Baroš 16' Martin Fillo 20' Martin Fillo 45' |       | 27' Miroslav Stoch | Diváci: 14.294 Rozhodčí: Berka     |  |
| Poznámky: Sestava: Kolář – Coufal, Kúdela, Ngadeu, Bořil (74. Frydrych) – Souček, Traoré (46. Mešanovič) – Stoch, Hušbauer (C), Zmrhal – Baluta (57. Olayinka) |                                                   |       |                    |                                    |  |

| 11. kolo 7. října 2018                                                                                                | SK Slavia Praha                                                           | 4 – 1 | 1. FK Příbram | Eden Aréna, Praha                 |  |
| 18:00 SELČ | Jan Bořil 13' Alexandru Băluță 32' Michal Frydrych 35' Miroslav Stoch 75' |       | 15' Jan Rezek | Diváci: 10.747 Rozhodčí: Královec |  |
| Poznámky: Sestava: Kolář – Frydrych, Kúdela, Ngadeu, Bořil – Souček, Hušbauer (C) – Stoch, Baluta, Zmrhal – Matoušek. |                                                                           |       |               |                                   |  |

| 12. kolo 20. října 2018 | FC Slovan Liberec | 0 – 1 | SK Slavia Praha   | Stadion U Nisy, Liberec         |  |
| 17:00 SELČ | Jan Mikula 12'    |       | 3' Miroslav Stoch | Diváci: 8.875 Rozhodčí: Příhoda |  |
| Poznámky: Sestava: Kolář - Coufal, Kúdela, Ngadeu, Bořil - Souček, Hušbauer (C) - Stoch (90. Frydrych), Traoré (46. Mešanovič), Zmrhal - Baluta (72. Olayinka) |                   |       |                   |                                 |  |

| 13. kolo 29. října 2018 | SK Slavia Praha                                                              | 4 – 1 | FK Dukla Praha         | Eden Aréna, Praha                |  |
| 18:00 SEČ | Vladimír Coufal 14' Miroslav Stoch 21' Peter Olayinka 49' Miroslav Stoch 85' |       | 66' (pen) Ivan Schranz | Diváci: 11.108 Rozhodčí: Zelinka |  |
| Poznámky: Sestava: Kolář - Coufal, Kúdela, Deli, Zelený - T. Souček - Stoch, Baluta (86. Frydrych), Hušbauer (C) (69. Sýkora), Olayinka - Matoušek (63. Škoda) |                                                                              |       |                        |                                  |  |

| 14. kolo 4. listopadu 2018 | AC Sparta Praha                            | 2 – 2 | SK Slavia Praha                    | Generali Arena, Praha              |  |
| 17:00 SEČ | Benjamin Tetteh 42' Guélor Kanga 45' (pen) |       | 36' Ondřej Kúdela 70' Tomáš Souček | Diváci: 17.398 Rozhodčí: Ardeleanu |  |
| Poznámky: Sestava: Kolář - Coufal, Kúdela (52. Deli), Ngadeu, Bořil - Souček, Hušbauer (C) (62. Sýkora) - Stoch, Traoré (46. Baluta) |                                            |       |                                    |                                    |  |

| 15. kolo 11. listopadu 2018 | SK Slavia Praha                                                 | 3 – 1 | FC Fastav Zlín   | Eden Aréna, Praha               |  |
| 17:00 SEČ | Michal Frydrych 22' Miroslav Stoch 45' (pen) Miroslav Stoch 47' |       | 17' Pavel Vyhnal | Diváci: 10.107 Rozhodčí: Hrubeš |  |
| Poznámky: Sestava: Kovář - Frydrych, Ngadeu, Deli, Bořil - Souček - Stoch, Hušbauer (C), Baluta (58. Sýkora), Zmrhal (74. Škoda) - Olayinka (88. Matoušek) |                                                                 |       |                  |                                 |  |

| 16. kolo 24. listopadu 2018 | MFK Karviná         | 1 – 3 | SK Slavia Praha                                              | Městský stadion, Karviná       |  |
| 14:00 SEČ | Jan Bořil 31' (vl.) |       | 10' Tomáš Souček 33' (pen) Miroslav Stoch 75' Peter Olayinka | Diváci: 3.612 Rozhodčí: Franěk |  |
| Poznámky: Sestava: Kolář – Frydrych, Kúdela, Deli, Bořil – Hušbauer, Souček – Stoch (90. Matoušek), Sýkora (78. Traoré), Zmrhal – Škoda (C) (72. Olayinka) |                     |       |                                                              |                                |  |

| 17. kolo 3. prosince 2018 | SFC Opava                                      | 2 – 3 | SK Slavia Praha                                        | Městský stadion, Opava           |  |
| 18:00 SEČ | Pavel Zavadil 38' (pen) Nemanja Kuzmanović 53' |       | 24' Jaromír Zmrhal 60' Jaromír Zmrhal 73' Tomáš Souček | Diváci: 5.836 Rozhodčí: Pechanec |  |
| Poznámky: Sestava: Kolář – Coufal, Kúdela, Ngadeu (67. Deli), Bořil – Souček, Hušbauer – Stoch, Sýkora (57. Olayinka), Zmrhal (90. Frydrych) – Škoda |                                                |       |                                                        |                                  |  |

| 18. kolo 8. prosince 2018 | SK Slavia Praha                                             | 3 – 2 | FK Mladá Boleslav                                   | Eden Aréna, Praha              |  |
| 17:00 SEČ | Milan Škoda 20' (pen) Miroslav Stoch 52' Peter Olayinka 73' |       | 87' Nikolaj Komličenko 90' (pen) Nikolaj Komličenko | Diváci: 9.091 Rozhodčí: Proske |  |
| Poznámky: Sestava: Kolář – Coufal (79. Zelený), Kúdela, Deli, Bořil – Souček (84. Matoušek) – Zmrhal, Stoch, Traoré, Olayinka – Škoda (C) (75. Mešanovič) |                                                             |       |                                                     |                                |  |

| 19. kolo 17. prosince 2018 | FK Jablonec | 0 – 2 | SK Slavia Praha                          | Stadion Střelnice, Jablonec nad Nisou |  |
| 18:00 SEČ |             |       | 18' (pen) Milan Škoda 70' Josef Hušbauer | Diváci: 3.115 Rozhodčí: Berka         |  |
| Poznámky: Sestava: Kolář - Coufal, Kúdela, Ngadeu, Bořil - Souček - Zmrhal, Stoch (78. Sýkora), Hušbauer, Olayinka (89. Frydrych) - Škoda (C) (82. Mešanovič) |             |       |                                          |                                       |  |

#### Jarní část
| 20. kolo 9. února 2019 | SK Slavia Praha                           | 2 – 0 | FK Teplice         | Eden Aréna, Praha                 |  |
| 17:00 SEČ | Tomáš Souček 82' (pen) Mick van Buren 84' |       | 82' Michal Jeřábek | Diváci: 10.847 Rozhodčí: Pechanec |  |
| Poznámky: Sestava: Kolář - Coufal, Kúdela, Ngadeu, Bořil - Souček - Zmrhal (87. Král), Hušbauer, Ševčík (71. Van Buren), Olayinka (57. Stoch) - Škoda (C) |                                           |       |                    |                                   |  |

| 21. kolo 17. února 2019 | FC Viktoria Plzeň                       | 2 – 0 | SK Slavia Praha | Doosan Arena, Plzeň             |  |
| 17:00 SEČ | Tomáš Chorý 45' Jean-David Beauguel 82' |       |                 | Diváci: 11.140 Rozhodčí: Franěk |  |
| Poznámky: Sestava: Kolář – Coufal, Kúdela, Ngadeu, Bořil – Souček – Stoch, Hušbauer (C), Ševčík (46. Král), Zmrhal (71. Van Buren) – Olayinka (76. Škoda) |                                         |       |                 |                                 |  |

| 22. kolo 25. února 2019 | SK Slavia Praha                                                        | 4 – 0 | 1.FC Slovácko | Eden Aréna, Praha                  |  |
| 18:00 SEČ | Milan Škoda 26' Lukáš Masopust 40' Josef Hušbauer 56' Tomáš Souček 76' |       |               | Diváci: 10.089 Rozhodčí: Ardeleanu |  |
| Poznámky: Sestava: Kolář – Coufal (78. Frydrych), Kúdela, Deli, Zelený – Souček, Král (75. Traoré) – Masopust (69. Baluta), Hušbauer, Stoch – Škoda (C) |                                                                        |       |               |                                    |  |

| 23. kolo 2. března 2019 | FC Bohemians 1905 | 0 – 3 | SK Slavia Praha                                           | Ďolíček, Praha                   |  |
| 15:00 SEČ |                   |       | 26' (pen) Tomáš Souček 45' Milan Škoda 78' Josef Hušbauer | Diváci: 4.959 Rozhodčí: Královec |  |
| Poznámky: Sestava: Kolář – Coufal, Ngadeu, Deli, Bořil – Souček, Král (82. Traoré) – Masopust (65. Zmrhal), Hušbauer, Stoch – Škoda (C) (76. Olayinka) |                   |       |                                                           |                                  |  |

| 24. kolo 10. března 2019 | SK Slavia Praha                                                           | 4 – 0 | FC Baník Ostrava | Eden Aréna, Praha                |  |
| 17:30 SEČ | Milan Škoda 18' Lukáš Masopust 70' Michal Frydrych 90' Mick van Buren 90' |       |                  | Diváci: 14.126 Rozhodčí: Nenadál |  |
| Poznámky: Sestava: Kolář – Frydrych, Kúdela, Ngadeu, Zelený – Souček, Hušbauer – Baluta (69. Masopust), Stoch (90. Král), Olayinka – Škoda (C) (78. van Buren) |                                                                           |       |                  |                                  |  |

| 25. kolo 17. března 2019 | 1. FK Příbram | 0 – 2 | SK Slavia Praha                      | Na Litavce, Příbram             |  |
| 17:30 SEČ |               |       | 3' Peter Olayinka 65' Josef Hušbauer | Diváci: 7.132 Rozhodčí: Zelinka |  |
| Poznámky: Sestava: Kolář – Coufal, Kúdela, Ngadeu, Zelený (84. Frydrych) – Hušbauer, Král – Olayinka, Baluta (64. Traoré), Zmrhal – Milan Škoda (C) (60. Van Buren) |               |       |                                      |                                 |  |

| 26. kolo 30. března 2019 | SK Slavia Praha | 1 – 1 | FC Slovan Liberec | Eden Aréna, Praha                 |  |
| 17:30 SEČ | Jan Bořil 69'   |       | 73' Radim Breite  | Diváci: 16.217 Rozhodčí: Machálek |  |
| Poznámky: Sestava: Kolář – Coufal, Kúdela, Deli, Bořil – Souček, Traoré (80. Olayinka) – Masopust (46. Hušbauer), Stoch, Zmrhal (66. Van Buren) – Škoda (C) |                 |       |                   |                                   |  |

| 27. kolo 6. dubna 2019 | FC Dukla Praha                    | 1 – 5 | SK Slavia Praha                                                                              | Juliska, Praha                 |  |
| 19:00 SELČ | David Douděra 77' Jan Holenda 87' |       | 13' Lukáš Masopust 18' Miroslav Stoch 22' Josef Hušbauer 54' Josef Hušbauer 90' Tomáš Souček | Diváci: 7.765 Rozhodčí: Franěk |  |
| Poznámky: Sestava: Kolář – Coufal, Kúdela, Ngadeu, Bořil (67. Frydrych) – Souček, Král – Masopust (65. Ševčík), Hušbauer, Stoch – Škoda (C) (74. Van Buren) |                                   |       |                                                                                              |                                |  |

| 28. kolo 14. dubna 2019 | SK Slavia Praha  | 1 – 1 | AC Sparta Praha   | Eden Aréna, Praha               |  |
| 18:00 SELČ | Tomáš Souček 20' |       | 53' Srđan Plavšić | Diváci: 19.370 Rozhodčí: Hrubeš |  |
| Poznámky: Sestava: Kolář – Frydrych (79. Van Buren), Ngadeu, Deli, Bořil – Souček, Král – Masopust, Hušbauer, Zmrhal (73. Stoch) – Škoda (C) |                  |       |                   |                                 |  |

| 29. kolo 21. dubna 2019 | FC Fastav Zlín   | 1 – 0 | SK Slavia Praha | Letná, Zlín                      |  |
| 17:00 SELČ | Adnan Džafić 60' |       |                 | Diváci: 5.672 Rozhodčí: Královec |  |
| Poznámky: Sestava: Kolář – Bořil, Kúdela, Ngadeu, Zelený (81. Olayinka) – Souček, Traoré – Baluta (61. Masopust), Hušbauer, Stoch (68. van Buren) – Škoda (C) |                  |       |                 |                                  |  |

| 30. kolo 27. dubna 2019 | SK Slavia Praha                       | 2 – 1 | SK Sigma Olomouc | Eden Aréna, Praha                  |  |
| 17:00 SELČ | Peter Olayinka 26' Mick van Buren 60' |       | 7' Jakub Yunis   | Diváci: 12.956 Rozhodčí: Ardeleanu |  |
| Poznámky: Sestava: Kolář – Coufal (75. Frydrych), Ngadeu, Deli, Bořil – Král, Souček – Masopust (78. Traoré), Hušbauer (C), Olayinka – van Buren (84. Škoda) |                                       |       |                  |                                    |  |

#### Skupina o titul
| 1. kolo 4. května 2019 | FC Slovan Liberec | 0 – 0 | SK Slavia Praha | Stadion U Nisy, Liberec       |  |
| 20:00 SELČ |                   |       |                 | Diváci: 7.532 Rozhodčí: Marek |  |
| Poznámky: Sestava: Kolář – Coufal, Ngadeu, Deli, Bořil – Král, Souček – Masopust (88. Baluta), Hušbauer (C), Olayinka (72. Stoch) – Van Buren (72. Škoda) |                   |       |                 |                               |  |

| 2. kolo 12. května 2019 | SK Slavia Praha                                              | 3 – 1 | FC Viktoria Plzeň | Eden Arena, Praha                |  |
| 18:00 SELČ | Lukáš Masopust 81' Tomáš Souček 87' (pen) Ibrahim Traoré 89' |       | 90' Jan Kovařík   | Diváci: 18.327 Rozhodčí: Zelinka |  |
| Poznámky: Sestava: Kolář – Coufal, Ngadeu, Deli, Bořil – Král, Souček – Masopust, Hušbauer (C) (75. Traoré), Olayinka (69. Stoch) – van Buren (64. Škoda) |                                                              |       |                   |                                  |  |

| 3. kolo 15. května 2019 | SK Slavia Praha                     | 2 – 1 | FK Jablonec    | Eden Arena, Praha                |  |
| 20:00 SELČ | Ibrahim Traoré 33' Tomáš Souček 85' |       | 9' Tomáš Holeš | Diváci: 11.124 Rozhodčí: Nenadál |  |
| Poznámky: Sestava: O. Kolář – Coufal, Ngadeu, Deli, Bořil – T. Souček, Traoré – Masopust (25. Stoch), Hušbauer, Olayinka (79. Baluta) – Milan Škoda (C) (68. Van Buren) |                                     |       |                |                                  |  |

| 4. kolo 19. května 2019 | FC Baník Ostrava | 0 – 0 | SK Slavia Praha | Městský stadion, Ostrava-Vítkovice |  |
| 15:00 SELČ |                  |       |                 | Diváci: 11.896 Rozhodčí: Hrubeš    |  |
| Poznámky: Sestava: Kolář – Coufal, Ngadeu, Deli, Bořil – Souček, Traoré – Stoch (90+1. Zmrhal), Hušbauer (C), Ševčík (83. Frydrych) – Van Buren (72. Milan Škoda) |                  |       |                 |                                    |  |

| 5. kolo 26. května 2019 | SK Slavia Praha                      | 2 – 1 | AC Sparta Praha         | Eden Arena, Praha              |  |
| 15:00 SELČ | Tomáš Souček 7' Alexandru Băluță 50' |       | 21' (pen.) Guélor Kanga | Diváci: 17.000 Rozhodčí: Berka |  |
| Poznámky: Sestava: Kovář – Coufal, Kúdela, Deli, Zelený – T. Souček (C), Král – Masopust (82. Hromada), Ševčík, Olayinka (88. Tecl) – Baluta (63. Stoch). |                                      |       |                         |                                |  |

### Liga mistrů UEFA
Hlavní článek: Liga mistrů UEFA 2018/19

#### Předkola
| 3. předkolo 7. srpna 2018 | SK Slavia Praha          | 1 – 1 | FK Dynamo Kyjev     | Eden Aréna,Praha                |  |
| 19:30 SELČ | Josef Hušbauer 90' (pen) |       | 82' Benjamin Verbič | Diváci: 19 370 Rozhodčí: Pawson |  |
| Poznámky: Sestava: Kolář – Coufal, Deli, Ngadeu, Bořil – Hušbauer, Souček – Stoch, Sýkora (86. Olayinka), Zmrhal (80. Baluta) – Škoda (C) (60. Tecl) |                          |       |                     |                                 |  |

| 3. předkolo odveta 14. srpna 2018 | FK Dynamo Kyjev                       | 2 – 0 | SK Slavia Praha | NSC Olympijský,Kyjev               |  |
| 18:30 SELČ | Benjamin Verbič 11' Artem Besedin 74' |       |                 | Diváci: 39 318 Rozhodčí: Stefanski |  |
| Poznámky: Sestava: Kolář - Coufal, Deli, Ngadeu, Bořil - Souček - Stoch, Hušbauer (C) (85. Frydrych), Sýkora, Zmrhal (68. Baluta) - Tecl (75. Škoda) |                                       |       |                 |                                    |  |

### Evropská liga UEFA
Hlavní článek: Evropská liga UEFA 2018/19

#### Skupina C
| Poř. | Tým                      | Z | V | R | P | VG | OG | B  |
| ---- | ------------------------ | - | - | - | - | -- | -- | -- |
| 1.   | FK Zenit Sankt-Petěrburg | 6 | 3 | 2 | 1 | 6  | 5  | 11 |
| 2.   | SK Slavia Praha          | 6 | 3 | 1 | 2 | 4  | 3  | 10 |
| 3.   | FC Girondins de Bordeaux | 6 | 2 | 1 | 3 | 6  | 6  | 7  |
| 4.   | FC København             | 6 | 1 | 2 | 3 | 3  | 5  | 5  |

Poslední úprava: 13. prosince 2018
Vysvětlivky: Z = Zápasy; V = Výhry; R = Remízy; P = Prohry; VG = Vstřelené góly; OG = Obdržené góly; B = Body.

#### Základní skupina
| 1. hrací den 20. září 2018 | SK Slavia Praha    | 1 – 0 | FC Girondins de Bordeaux | Eden Aréna, Praha                |  |
| 21:00 SEČ | Jaromír Zmrhal 35' |       |                          | Diváci: 16 548 Rozhodčí: Nijhuis |  |
| Poznámky: Sestava:Kolář – Coufal, Kúdela, Ngadeu, Bořil – Souček, Hušbauer (C) – Stoch (79. Baluta), Traoré (90. Matoušek), Zmrhal (83. Frydrych) – Tecl |                    |       |                          |                                  |  |

| 2. hrací den 4. října 2018 | FK Zenit Sankt-Petěrburg | 1 – 0 | SK Slavia Praha | Saint Petersburg Stadium, Petrohrad |  |
| 18:55 SEČ | Alexandr Kokorin 80'     |       |                 | Diváci: 45 408 Rozhodčí: Göçek      |  |
| Poznámky: Sestava: Kolář – Coufal (83. Frydrych), Kúdela, Ngadeu, Bořil – Souček (C), Traoré (89. Deli) – Stoch, Hušbauer, Zmrhal – Matoušek (53. Baluta) |                          |       |                 |                                     |  |

| 3. hrací den 26. října 2018 | FC Kodaň | 0 – 1 | SK Slavia Praha  | Parken, Kodaň                  |  |
| 18:55 SEČ |          |       | 46' Jan Matoušek | Diváci: 20 672 Rozhodčí: Banti |  |
| Poznámky: Sestava: Kolář – Kúdela, Coufal, Ngadeu, Bořil – Souček – Stoch (86. Frydrych), Hušbauer (90. Deli), Traoré, Zmrhal (C) – Matoušek (72. Tecl) |          |       |                  |                                |  |

| 4. hrací den 8. listopadu 2018 | SK Slavia Praha | 0 – 0 | FC Kodaň | Eden Aréna, Praha                   |  |
| 21:00 SEČ |                 |       |          | Diváci: 18 702 Rozhodčí: Gestranius |  |
| Poznámky: Sestava: Kolář – Frydrych, Ngadeu, Deli, Bořil – Souček, Traoré – Stoch, Sýkora (79. Baluta), Zmrhal (C) (79. Škoda) – Olayinka |                 |       |          |                                     |  |

| 5. hrací den 29. listopadu 2018 | FC Girondins de Bordeaux                 | 2 – 0 | SK Slavia Praha | Stade Chaban-Delmas, Bordeaux     |  |
| 18:55 SEČ | Nicolas De Preville 49' Jules Koundé 90' |       |                 | Diváci: 6 311 Rozhodčí: Verissimo |  |
| Poznámky: Sestava: Kolář – Coufal, Ngadeu, Deli, Bořil – Souček (C), Hušbauer – Stoch (77. Škoda), Traoré (46. Sýkora), Zmrhal – Matoušek (51. Olayinka) |                                          |       |                 |                                   |  |

| 6. hrací den 13. prosince 2018 | SK Slavia Praha                       | 2 – 0 | FK Zenit Sankt-Petěrburg | Eden Aréna, Praha               |  |
| 21:00 SEČ | Jaromír Zmrhal 32' Miroslav Stoch 41' |       |                          | Diváci: 17 748 Rozhodčí: Dallas |  |
| Poznámky: Sestava:Kolář - Coufal, Kúdela, Ngadeu, Zelený (90. Baluta) - Souček - Zmrhal, Hušbauer, Stoch (90. Frydrych), Olayinka - Škoda (C) (85. Traoré) |                                       |       |                          |                                 |  |

#### Play-Off
| 1/16-finále 14. února 2019 | SK Slavia Praha | 0 – 0 | KRC Genk | Eden Aréna, Praha                  |  |
| 18:55 SEČ |                 |       |          | Diváci: 18 125 Rozhodčí: Treimanis |  |
| Poznámky: Sestava: Kolář - Coufal, Kúdela, Ngadeu, Bořil - Souček - Zmrhal (61. Olayinka), Ševčík, Hušbauer (77. Král), Stoch - Škoda (C) (76. Van Buren) |                 |       |          |                                    |  |

| 1/16-finále odveta 21. února 2019 | KRC Genk             | 1 – 4 | SK Slavia Praha                                                        | Cristal Arena, Genk             |  |
| 21:00 SEČ | Leandro Trossard 11' |       | 23' Vladimír Coufal 55' Ibrahim Traoré 64' Milan Škoda 68' Milan Škoda | Diváci: 13 688 Rozhodčí: Madden |  |
| Poznámky: Sestava: Kolář – Coufal, Kúdela, Deli, Bořil – Souček, Traoré (63. Stoch) – Masopust (66. Olayinka), Král, Zmrhal – Škoda (C) (76. Van Buren) |                      |       |                                                                        |                                 |  |

| 1/8-finále 7. března 2019 | Sevilla FC                                | 2 – 2 | SK Slavia Praha                  | Estadio Ramón Sánchez Pizjuán, Sevilla |  |
| 18:55 SEČ | Wissam Ben Yedder 1' Munir El Haddadi 28' |       | 25' Miroslav Stoch 39' Alex Král | Diváci: 30 698 Rozhodčí: Buquet        |  |
| Poznámky: Sestava: Kolář - Coufal, Kúdela, Deli, Bořil - Traoré, Souček (C), Král (79. Ngadeu) - Stoch - Masopust (60. Olayinka), Zmrhal (72. Škoda) |                                           |       |                                  |                                        |  |

| 1/8-finále odveta 14. března 2019 | SK Slavia Praha                                                                            | 4 – 3 (PP) | Sevilla FC                                                                  | Eden Aréna, Praha                 |  |
| 21:00 SEČ | Michael Ngadeu-Ngadjui 15' Tomáš Souček 46' (pen.) Mick van Buren 102' Ibrahim Traoré 119' |            | 44' (pen.) Wissam Ben Yedder 54' Munir El Haddadi 98' Franco Damián Vázquez | Diváci: 19 020 Rozhodčí: Kulbakov |  |
| Poznámky: Sestava: Kolář – Kúdela, Ngadeu, Deli, Bořil – Souček, Král (106. Frydrych) – Stoch (93. van Buren), Traoré, Masopust (90. Zmrhal) – Škoda (C) (77. Olayinka) |                                                                                            |            |                                                                             |                                   |  |

| ¼ finále 11. dubna 2019 | SK Slavia Praha | 0 – 1 | Chelsea FC        | Eden Aréna, Praha               |  |
| 21:00 SELČ |                 |       | 86' Marcos Alonso | Diváci: 17 484 Rozhodčí: Zwayer |  |
| Poznámky: Sestava: Kolář – Coufal, Ngadeu, Deli(C), Bořil – Traoré, Král – Masopust (74. Hušbauer), Ševčík, Stoch (64. Zmrhal) – Olayinka (82. van Buren) |                 |       |                   |                                 |  |

| ¼ finále odveta 18. dubna 2019 | Chelsea FC                                                                                    | 4 – 3 | SK Slavia Praha                                  | Stamford Bridge, Londýn          |  |
| 21:00 SEČ | Pedro Rodríguez Ledesma 5' Simon Deli 9' (vl.) Olivier Giroud 17' Pedro Rodríguez Ledesma 27' |       | 26' Tomáš Souček 51' Petr Ševčík 54' Petr Ševčík | Diváci: 38 326 Rozhodčí: Skomina |  |
| Poznámky: Sestava: Kolář – Kúdela, Ngadeu, Deli, Bořil – Král, Souček (C) – Ševčík (78. Stoch), Traoré, Zmrhal (85. Škoda) – Masopust (52. Olayinka) |                                                                                               |       |                                                  |                                  |  |

### MOL Cup
Hlavní článek: MOL Cup 2018/19
| 3. kolo 26. září 2018 | SK Slavia Praha                           | 2 – 0 | FK Ústí nad Labem | Eden Aréna, Praha            |  |
| 18:30 SELČ | Muris Mešanović 37' (pen.) Jan Vejvar 67' |       |                   | Diváci: 3.106 Rozhodčí: Lech |  |
| Poznámky: Sestava: Kovář – Bořil (C) (85. Vlček), Frydrych, Kúdela, Zelený – Valenta, Traoré – Baluta, Matoušek, Vejvar – Mešanovič (66. Olayinka) |                                           |       |                   |                              |  |

| 4. kolo 16. listopadu 2018 | SK Slavia Praha                                              | 3 – 1 | MFK Chrudim        | Eden Aréna, Praha              |  |
| 18:30 SEČ | Jan Sýkora 10' Josef Hušbauer 22' (pen.) Michal Frydrych 68' |       | 70' Daniel Vašulín | Diváci: 3.512 Rozhodčí: Ginzel |  |
| Poznámky: Sestava: Kovář – Frydrych, Jugas, Deli, Zelený – Hušbauer (C), Traoré – Baluta (66. Matoušek), Sýkora (89. Vaněk), Olayinka – Škoda (66. Mešanovič) |                                                              |       |                    |                                |  |

| ¼ finále 3. dubna 2019 | SK Slavia Praha                                                                                   | 5 – 0 | MFK Karviná | Eden Aréna, Praha            |  |
| 19:20 SELČ | Michal Frydrych 40' Alexandru Băluță 43' Mick van Buren 51' Josef Hušbauer 59' Mick van Buren 69' |       |             | Diváci: 5.749 Rozhodčí: Váňa |  |
| Poznámky: Sestava: Kovář – Frydrych, Deli (67. Vlček), Ngadeu, Zelený – Baluța, Traoré (72. Stoch), Hušbauer (C) (63. Ševčík), Král, Olayinka – Van Buren |                                                                                                   |       |             |                              |  |

| semifinále 24. dubna 2019 | SK Slavia Praha                                      | 3 – 0 | AC Sparta Praha | Eden Aréna, Praha                 |  |
| 19:20 SELČ | Tomáš Souček 25' Tomáš Souček 45' Lukáš Masopust 51' |       |                 | Diváci: 16.264 Rozhodčí: Pechanec |  |
| Poznámky: Sestava: Kolář - Frydrych, Ngadeu, Deli, Bořil - Souček, Král - Masopust (74. Stoch), Hušbauer (C) (79. Traoré), Olayinka - Van Buren (83. Baluta) |                                                      |       |                 |                                   |  |

| finále 22. května 2019 | FC Baník Ostrava | 0 – 2 | SK Slavia Praha                            | Andrův stadion, Olomouc            |  |
| 19:15 SELČ |                  |       | 37' (pen.) Tomáš Souček 78' Lukáš Masopust | Diváci: 11.661 Rozhodčí: Ardeleanu |  |
| Poznámky: Sestava: Kolář – Frydrych, Ngadeu, Deli, Bořil – Souček, Traoré (55. Král) – Masopust, Hušbauer (73. Olayinka), Zmrhal – Milan Škoda (C) (83. Kúdela) |                  |       |                                            |                                    |  |

## Ostatní týmy SK Slavia
zdroj: FAČR
| Tým                             | Soutěž                         | Umístění       |
| Mužské soutěže                  | Mužské soutěže                 | Mužské soutěže |
| ------------------------------- | ------------------------------ | -------------- |
| Juniorský tým (U21)             | Juniorská liga                 | 11. místo      |
| SK Slavia Praha U19             | I.Celostátní liga U19          | 1. místo       |
| SK Slavia Praha U18             | Česká liga dorostu U19 A       | 1. místo       |
| SK Slavia Praha U17             | I.Celostátní liga U17          | 2. místo       |
| SK Slavia Praha U16             | Česká liga dorostu U17 A       | 1. místo       |
| SK Slavia Praha U15             | Česká liga žáků U15            | 1. místo       |
| SK Slavia Praha U14             | Česká liga žáků U14            | 1. místo       |
| SK Slavia Praha U13             | Česká liga žáků U13 B          | 2. místo       |
| SK Slavia Praha U12             | Česká liga žáků U12 B          | 7. místo       |
| Ženské soutěže                  |                                |                |
| SK Slavia Praha – ženy          | 1. liga žen                    | 2. místo       |
| SK Slavia Praha – ženy          | Pohár KFŽ                      | semifinále     |
| Juniorský tým                   | 1. liga dorostenek             | 2. místo       |
| SK Slavia Praha – starší žákyně | 1. liga starších žákyň – Čechy | 2. místo       |
| SK Slavia Praha – mladší žákyně | 1. liga mladších žákyň – Čechy | 4. místo       |